# Schoenoplectus hondoensis
Schoenoplectus hondoensis là loài thực vật có hoa trong họ Cói. Loài này được (Ohwi) Soják miêu tả khoa học đầu tiên năm 1971.